# فيلجويف - لويس أراغون (مترو باريس)
فيلجويف - لويس أراغون (بالفرنسية: Villejuif – Louis Aragon)‏ هي محطة مترو تابعة لمترو باريس تقع في فرنسا في فيلجويف.[بحاجة لمصدر]